# Nino Gurieli
Nino Gurieli (ur. 27 stycznia 1961) – gruzińska szachistka, arcymistrzyni od 1980, posiadaczka męskiego tytułu mistrza międzynarodowego od 1997 roku.

## Kariera szachowa
W roku 1979 po raz pierwszy wystąpiła w Alicante w turnieju międzystrefowym, osiągając życiowy sukces w postaci zajęcia III miejsca i awansu do grona pretendentek do tytułu mistrzyni świata. W następnym roku spotkała się w Tbilisi w I rundzie meczów z Noną Gaprindaszwili, ulegając jej 3 - 6. W latach 1982–1995 jeszcze pięciokrotnie brała udział w turniejach międzystrefowych. Ponowny awans do grona pretendentek wywalczyła w roku 1997, kiedy to w rozegranym w Groningen w turnieju pretendentek zajęła IX miejsce. W 2000 wystąpiła w New Delhi w pucharowym turnieju o mistrzostwo świata, niespodziewanie odpadając w I rundzie po porażce z reprezentantką Republiki Południowej Afryki, Marany Meyer.
W latach 1992–2000 czterokrotnie reprezentowała barwy Gruzji na szachowych olimpiadach, trzykrotnie wraz z drużyną zdobywając olimpijskie złoto (1992, 1994, 1996), a w roku (2000) - srebro. Oprócz tego w 1994 roku zdobyła indywidualnie brązowy medal olimpijski za uzyskany wynik na IV szachownicy, natomiast w 1992 wywalczyła w Debreczynie tytuł drużynowej wicemistrzyni Europy.
Do największych sukcesów Nino Gurieli w turniejach indywidualnych należą m.in. II m. w mistrzostwach Związku Radzieckiego (1981) oraz I m. (wraz z Margaritą Wojską i Nataszą Bojković) w Belgradzie (1990).
Najwyższy ranking w karierze osiągnęła 1 stycznia 1987 r., z wynikiem 2400 punktów zajmowała wówczas 11. miejsce na światowej liście FIDE, jednocześnie zajmując 8. miejsce wśród radzieckich szachistek.